# اوتاکی، ناگانو
اوتاکی، ناگانو (به لاتین: Ōtaki, Nagano) یک منطقهٔ مسکونی در ژاپن است که در Kiso District واقع شده‌است. اوتاکی ۳۱۰٫۸۲ کیلومترمربع مساحت و ۸۲۹ نفر جمعیت دارد.